# Esquirol de musell llarg indonesi
L'esquirol de musell llarg indonesi (Rhinosciurus laticaudatus) és una espècie de rosegador de la família dels esciúrids. Viu a Brunei, Indonèsia, Malàisia, Singapur i Tailàndia. Es tracta d'un animal diürn. Els seus hàbitats naturals són els boscos primaris i els boscos secundaris de 40 anys o més. Està amenaçat per la destrucció del seu entorn natural a causa de la tala d'arbres i l'expansió dels camps de conreu.